# いま、ヒロシマが聴こえる・・・全聾作曲家・佐村河内守が紡ぐ闇からの音
「いま、ヒロシマが聴こえる…〜全聾作曲家・佐村河内守が紡ぐ闇からの音〜」は、2009年8月6日にテレビ新広島が放送したドキュメンタリー番組である。フジテレビジョン、東海テレビ放送、テレビ長崎など系列各局でも放送された。

## 概要
佐村河内守を1年余りにわたって取材。彼が音楽に込めた平和への思いや原爆への憤りを通して、平和の大切さを後世へ伝える趣旨で制作された。
広島市出身の被爆2世佐村河内守は、障碍と闘いつつ、「原爆は絶対悪」と訴え、被爆者鎮魂のための曲を作曲（ママ）。できあがった「交響曲第1番」は、2008年9月1日、「G8議長サミット記念コンサート〜ヒロシマのメッセージを世界に〜」（広島厚生年金会館ホール）で初演された。
続いて佐村河内は、「被爆という闇と、言葉では表せない深い祈りを感じてもらいたい」として、歌詞のない合唱曲「レクイエム・ヒロシマ（REQUIEM“HIROSHIMA"）」を作曲（ママ）。広島の若者たちにこの合唱曲を歌ってほしい、原爆を自分のこととして心に刻め、と願って動き始め、地元の合唱団や学校関係者が呼応した。このレクイエムは、2009年5月31日広島平和記念公園で、被爆3世を含む子どもたち126人の合唱によって初演された。平和公園横の親水テラスには、交流のあった野球少年の遺影を手にする佐村河内の姿があった。

## スタッフ
- プロデューサー：大藤潔
- ディレクター：三戸美佳
- カメラマン：佐々木誠治
- 編集：清水澄子
- 音声：石井浩孝
- 構成：土井芳
- ナレーター：麻生久美子

## 評価
2009年度の放送批評懇談会ギャラクシー賞テレビ部門第47回奨励賞受賞。2010年の日本民間放送連盟第6回日本放送文化大賞テレビ部門グランプリ候補となった。

## ゴーストライター問題発覚後
2014年2月5日に佐村河内のゴーストライター問題が明るみに出たことを受け、テレビ新広島は公式ウェブサイトで「取材や制作の過程でチェックをおこない番組を制作したが、気付くことができなかった」と謝罪した。